# Mika Laitinen
Mika Antero Laitinen (* 3. März 1973 in Kuopio) ist ein ehemaliger finnischer Skispringer. Er startete für den Verein seiner Geburtsstadt, den Puijon Hiihtoseura.

## Werdegang
Laitinen begann mit sieben Jahren mit dem Skispringen und gab sein Debüt im Skisprung-Weltcup im März 1990 in Lahti; seine ersten Weltcuppunkte holte er im folgenden Winter in Predazzo. Laitinen tat sich in dieser Zeit sehr schwer mit der Umstellung von der Parallelsprungtechnik auf den aufkommenden V-Stil. Sein charakteristischer Sprungstil wirkte in den folgenden Jahren recht hölzern, weswegen er von den Punktrichtern häufig mit niedrigen Haltungsnoten bedacht wurde. Die mangelnde Eleganz glich Laitinen jedoch durch seine enorme Sprungkraft aus – er war ein „Kraftspringer“ und daher vor allem auf kleineren Sprungschanzen im Vorteil.
1992 wurde er im letzten Moment in das Aufgebot für die Olympischen Winterspiele in Albertville berufen. Er gewann mit der von Toni Nieminen angeführten Mannschaft Gold. In der Einzelkonkurrenzen erreichte auf der Großschanze den neunzehnten, auf der Normalschanze den fünften Rang. In den folgenden zwei Jahren hatte er mit einer Formschwäche zu kämpfen und war nur selten im Weltcup zu sehen. Für die Olympischen Winterspiele 1994 wurde er nicht nominiert. Im Winter 1994/95 fand er wieder zur Form  und wurde bei der Nordischen Skiweltmeisterschaft in Thunder Bay Weltmeister mit der finnischen Mannschaft und gewann im Einzelspringen auf der Normalschanze die Bronzemedaille; auf der Großschanze wurde er Dreizehnter.
Laitinens beste Saison war der Winter 1995/96. Er gewann fünf der ersten neun Weltcupspringen und führte zum Jahreswechsel nach seinem Sieg in Oberstdorf die Gesamtwertung der Vierschanzentournee wie auch die Weltcupwertung mit weitem Abstand an. Beim Training zum Neujahrsspringen in Garmisch-Partenkirchen stürzte er jedoch schwer und brach sich sieben Rippen sowie das Schlüsselbein. Er musste daher viele Wochen aussetzen, belegte aber in der Weltcup-Gesamtwertung letztlich dennoch den sechsten Platz. Von diesem Sturz erholte sich Laitinen nicht. Zwar gelangen ihm in den folgenden Jahren gelegentlich Achtungserfolge, doch allzu häufig erreichte er nicht den zweiten Durchgang. Ein Sieg gelang ihm nicht mehr. Trotz anhaltender Formschwäche war er dennoch auch in den folgenden Jahren Mitglied der finnischen Mannschaft. Mit ihr gewann er bei der WM 1997 in Trondheim noch einmal Gold. Bei den Olympischen Winterspielen 1998 erreichte die Mannschaft nur den fünften, bei der WM 1999 den vierten Rang.
Nach der Weltcup-Saison 1999/2000 beendete er seine aktive Skisprungkarriere.

## Trivia
Das Wiener Liedermacher-Duo Christoph & Lollo schrieb das Lied Mika, du Saufkopf, hast du wieder verloren?, in dem fiktive Eheprobleme Laitinens behandelt werden.

## Erfolge

### Weltcupsiege im Einzel
| Nr. | Datum             | Ort         | Typ           |
| --- | ----------------- | ----------- | ------------- |
| 1.  | 3. Dezember 1995  | Lillehammer | Normalschanze |
| 2.  | 10. Dezember 1995 | Planica     | Großschanze   |
| 3.  | 12. Dezember 1995 | Predazzo    | Normalschanze |
| 4.  | 28. Dezember 1995 | Oberhof     | Großschanze   |
| 5.  | 30. Dezember 1995 | Oberstdorf  | Großschanze   |

### Weltcupsiege im Team
| Nr. | Datum            | Ort       | Typ         |
| --- | ---------------- | --------- | ----------- |
| 1.  | 28. Januar 1995  | Lahti     | Großschanze |
| 2.  | 9. Dezember 1995 | Planica   | Großschanze |
| 3.  | 23. Februar 1996 | Trondheim | Großschanze |
| 4.  | 8. März 1997     | Lahti     | Großschanze |

### Grand-Prix-Siege im Einzel
| Nr. | Datum           | Ort     | Typ         |
| --- | --------------- | ------- | ----------- |
| 1.  | 21. August 1996 | Oberhof | Großschanze |

### Continental-Cup-Siege im Einzel
| Nr. | Datum         | Ort       | Typ           |
| --- | ------------- | --------- | ------------- |
| 1.  | 8. April 1995 | Rovaniemi | Normalschanze |
| 2.  | 30. März 1996 | Rovaniemi | Normalschanze |

## Statistik

### Weltcup-Platzierungen
| Saison  | Platz | Punkte |
| ------- | ----- | ------ |
| 1991/92 | 48.   | 004    |
| 1994/95 | 09.   | 564    |
| 1995/96 | 06.   | 914    |
| 1996/97 | 14.   | 440    |
| 1997/98 | 26.   | 231    |
| 1998/99 | 33.   | 160    |
| 1999/00 | 25.   | 232    |

### Schanzenrekorde
| Ort            | Land        | Weite              | aufgestellt am   | Rekord bis       |
| -------------- | ----------- | ------------------ | ---------------- | ---------------- |
| Villach        | Österreich  | 94,5 m (HS: 98 m)  | 8. Dezember 1995 | 8. Dezember 1995 |
| Oberwiesenthal | Deutschland | 99,5 m (HS: 106 m) | 1996             | 1996             |